# Segestria nipponica
Segestria nipponica là một loài nhện trong họ Segestriidae.
Loài này thuộc chi Segestria. Segestria nipponica được Kyukichi Kishida miêu tả năm 1913.